# Korostelivka, Cerneahiv
Korostelivka (în ucraineană Коростелівка) este un sat în comuna Vîdîbor din raionul Cerneahiv, regiunea Jîtomîr, Ucraina.

## Demografie
Componența lingvistică a localității Korostelivka
     Ucraineană (100%)
Conform recensământului din 2001, toată populația localității Korostelivka era vorbitoare de ucraineană (100%).